# Jubelina rosea
Jubelina rosea là một loài thực vật có hoa trong họ Malpighiaceae. Loài này được (Miq.) Nied. mô tả khoa học đầu tiên năm 1906.